# Anna Maria Lenngren
Anna Maria Lenngren, de soltera Malmstedt (Upsala, 18 de junio de 1754 -Estocolmo, 8 de marzo de 1817) fue una poetas sueca. Su padre y su hermano también fueron poetas.
Uno de sus poemas más conocidos es Några ord Until min kära dotter, ifall jag hade någon ("Consejos para mi querida hija, si tuviera una"). También escribió sobre el sistema de clases de Suecia en los poemas satíricos contra el esnobismo Hans nåds morgonsömn ("La siesta matutina de Su Gracia") y Grevinnans besök ("La visita de la condesa").

## Vida

### Primeros años de vida
Anna Maria Lenngren nació en Upsala como hija del poeta Magnus Brynolf Malmstedt (1724-1798), profesor de latín en la Universidad de Uppsala, y de Märta Johanna Florin (m. 1788). Su padre era miembro de la Iglesia Morava y era conocido por su labor social; A partir de 1772, albergó en su casa una escuela para niños pobres. Sus padres publicaron himnos y su hermano Johan Magnus (1749-1780) escribió poemas seculares.
Anna Maria Lenngren se opuso a la religión y estuvo a favor del realismo del Siglo de las Luces debido al disgusto por los apasionados sentimientos religiosos de su padre; pero su humanismo y pasión por la justicia social también se han atribuido a la influencia de su padre.  En sus opiniones sociales, sentía simpatía por las clases trabajadoras, se oponía a los privilegios de la nobleza y actuó como portavoz del "tercer poder", idealizando un estilo de vida sencillo y humilde. Su padre observó su talento desde el principio y afirmó que deseaba "hacer de ella no sólo una mujer literaria, sino también una mujer erudita".  Él le dio una educación avanzada y en casa recibió tutoría en latín y los clásicos de la antigüedad. Su poeta favorito era Horacio . 

### Carrera temprana
Comenzó su carrera en poesía con reseñas, epítomes, epigramas y traducciones en la década de 1770. Entre sus primeras obras se encuentran interpretaciones de Horacio, publicadas de forma anónima en la prensa.  En 1772 publicó su primer poema con su propio nombre, el poema fúnebre På mademoiselle Anna Lovisa Pahls saliga hemfärds dag, den 14 Maji 1772, die Corona. Entre 1774 y 1777, escribió con frecuencia para la revista de Anna Hammar-Rosén.
En 1776, el duque Carlos, hermano del rey de Suecia, le encargó una traducción de la opereta francesa Lucile, la primera opereta francesa traducida al sueco. En su introducción defendió el derecho de las mujeres al trabajo intelectual.  Fue un éxito: Lenngren recibió un reloj de oro como muestra de agradecimiento de la duquesa real Carlota y la casa real le encargó varios encargos similares. 
Lenngren disfrutó de un gran éxito: en 1774 fue admitida en una sociedad literaria en Uppsala, obtuvo buenas críticas y homenajes poéticos en la prensa, se hizo conocida como defensora de las mujeres intelectuales y se refería a sí misma como una "literata".  Se convirtió en miembro de la Real Sociedad de Ciencias y Letras de Gotemburgo en 1775 y de Utile Dulci en 1779. Ella era una de las tres únicas mujeres miembros de Utile Dulci, las otras eran Anna Charlotta von Stapelmohr y Anna Brita Wendelius. En 1777, reiteró en Thé-conseillen su reivindicación a favor del derecho de las mujeres a las actividades intelectuales. 

### Matrimonio y últimos años
En 1780 se casó con el funcionario Carl Peter Lenngren (1750-1827). Fue el editor jefe del Stockholms-Posten, que publicó el famoso poeta y crítico Johan Henric Kellgren. Kellgren trabajó con Lenngren en varias proyectos desde 1778 en adelante, supuestamente brindándole inspiración y compartiendo su interés en las ideas de Voltaire.  Publicó poemas y prosa en Stockholms-Posten desde 1778 en adelante, pero después de su boda sólo publicó de forma anónima y dejó de publicar por completo a finales de la década de 1780.
Su matrimonio supuso un gran cambio en su vida. Tras su boda, dejó oficialmente de estar activa en el mundo literario, publicando bajo seudónimos, renunciando a su posición anterior a favor de la emancipación intelectual y literaria de las mujeres y argumentando que las mujeres deberían evitar las actividades literarias en favor de desarrollar su carácter como esposas y madres adecuadas. Si fue honesta en este cambio de opinión o si utilizó la ironía, ha sido tema de debate.  Lenngren llegó a admirar a Rousseau y es posible que haya llegado a apoyar sus ideas sobre el papel de la mujer en la década de 1780, opiniones respaldadas aún más por los valores religiosos de sencillez y humildad en el hogar de su infancia.  Ingrid Arvidsson argumentó que Lenngren tenía una visión profundamente ambivalente sobre el tema, afectada por su personalidad: "El hecho de que la señora L. se sintiera herida por las críticas es evidente en varios de sus poemas, pero también tenía la sensibilidad más inusual de ser herida por las críticas". 
Después de su matrimonio, organizó un salón literario, que se convirtió en un centro de debate cultural frecuentado por Gustaf af Leopold, Nils von Rosenstein, Frans Michael Franzén y Gudmund Jöran Adlerbeth.  Durante estos años se la describe como ingeniosa e inteligente pero humilde y modesta. Su cónyuge fue descrito como "principalmente conocido como útil y aburrido",  pero el matrimonio fue feliz y ella solía llevarlo a la Academia Utile Dulci y cantar con él.  No tuvo hijos, pero adoptaron una hija. En 1797, la hija fue internada en un manicomio, muriendo poco después de su ingreso, lo que afectó profundamente a Lenngren, al igual que la muerte de su padre, que se ahogó en extrañas circunstancias en 1798. 
En 1790 se produjo otro gran cambio cuando Johan Henric Kellgren interrumpió su producción literaria a causa de una enfermedad.  Esto dañó el papel de su marido y Anna Maria Lenngren reanudó sus publicaciones en Stockholms-Posten por razones financieras.  Sin embargo, insistió en permanecer en el anonimato y se negó a retomar oficialmente su carrera, aunque extraoficialmente se conocían sus seudónimos y se la conocía como la autora de la obra que publicó durante estos años. 
Su salón en Beridarebansgatan era el centro de la Real Academia Sueca, y aunque nunca fue miembro formal, la llamaban su "miembro invisible". El 20 de diciembre de 1797 la Real Academia Sueca la celebró con la Ode till fru Lenngren ("Oda a la señora Lenngren"), leída por Gustaf Fredrik Gyllenborg . Ella rechazó su admiración con el poema Dröm ("Sueño"), en el que describe cómo se le apareció la poeta Hedvig Charlotta Nordenflycht y la consideró indigna.  Sin embargo, ella firmó Dröm con su propio nombre, el primero que había escrito bajo su propio nombre desde su matrimonio y el último. Lenngren murió de cáncer de mama a los 62 años y fue enterrada en el cementerio Klara kyrka de Estocolmo.

## Trayectoria literaria
Anna Maria Lenngren debutó como escritora de poemas para funerales y bodas, y sus primeros trabajos tienen un tono de pasión extática común en los círculos religiosos de su padre. Sin embargo, esto fue rápidamente reemplazado por un tono más sobrio, acorde con el sentido científico y el realismo del Siglo de las Luces.
Como escritora, Lenngren utilizó con frecuencia la sátira, el sarcasmo y la ironía, y a menudo parodiaba el género pastoral, la ópera y la balada.  Sus versos eran a menudo breves y retrataban la vida cotidiana, casi siempre en un entorno urbano criticando la artificialidad y la falta de valor genuino detrás de la fachada. Ideológicamente, se inspiró en su amigo personal y colega Johan Henric Kellgren, con quien trabajó a menudo desde 1778 en adelante.  Fredrik Böök dice que "se necesitaban todas las palabras y nada más, casi ningún adjetivo. Pintaba sólo con verbos y sustantivos", y Snoilsky escribe en su poema En afton hos fru Lenngren ("Una velada en casa de la señora Lenngren"): "Es como una bardana, este ingenioso metro". Su exitosa carrera inicial durante la década de 1770 estuvo influenciada por sus ideas feministas, sobre todo su defensa del derecho de las mujeres a participar y comprometerse en el trabajo intelectual.  Esto es más evidente en los prólogos de su traducción de Lucile (1776) y su poema Thé-conseillen (1777). 
Su cambio radical de visión sobre el papel de la mujer, que tuvo lugar en su obra tras su matrimonio en 1780, ha sido objeto de mucho debate. En su poema Några ord till min kära dotter, ifall jag hade någon ("Consejos para mi querida hija, si tuviera uno") y råden till Betti, aconseja a las mujeres que renuncien a sus aspiraciones intelectuales y se concentren en moldear su carácter moralmente según el de una esposa y madre ideal.  También que se concentren en las tareas domésticas en lugar de intentar inmiscuirse en actividades intelectuales o políticas, porque "nuestra casa es nuestra República; nuestra política es nuestra apariencia".  Ella misma interrumpió oficialmente su carrera después de casarse, publicando sus obras únicamente bajo seudónimos anónimos y negándose a admitirlas.  Sin embargo, Anna Maria Lenngren es famosa por su gran amor por la ironía, lo que ha creado incertidumbre sobre si quiso decir lo que dijo literariamente o si deseaba demostrar su punto mediante la ironía.  Su poema Dröm, que fue escrito como respuesta a la admiración de la Academia en 1797, y en el que ella se describe a sí misma como indigna, también ha sido interpretado como irónico a este respecto. 
Anna Maria Lenngren era partidaria de las opiniones realistas y científicas de la época sobre la Ilustración y la religión que no le gustaba, a veces interpretadas como una protesta contra el ambiente religioso del hogar de su infancia.  Tenía opiniones radicales sobre el sistema de clases de Suecia, se oponía a los privilegios de la nobleza y defendía los derechos del "tercer poder" o clase trabajadora contra la opresión.  Criticó el esnobismo de la nobleza, la humilde admiración que les profesaban sus sirvientes y la reverencia ansiosa de la clase trabajadora, y retrató a los miembros masculinos de la clase alta como fríos y despiadados y a las mujeres como snob y ridículas. Realista, idealizó "la tercera clase", se inspiró en la Revolución francesa. Sobre todo, luchó por la libertad intelectual de la mujer; que también a las mujeres se les debería permitir tener opiniones y criticó los dobles raseros masculinos. Sus poemas más conocidos sobre el sistema de clases son Hans nåds morgonsömn ("Oración de la mañana de Su Gracia") y Grevinnans besök ("La visita de la condesa"), en la que satiriza el esnobismo, y Pojkarne ("Boys"), en el que lamenta que los niños de todas las clases puedan jugar entre ellos durante su infancia, pero que esta solidaridad y amistad se destruya cuando se conviertan en adultos, junto con el popular Det blev ingen julgröt men ändå en glad julafton ("No hubo avena pero sí una feliz Navidad"), en el que describe los efectos de la pobreza. 

## Legado

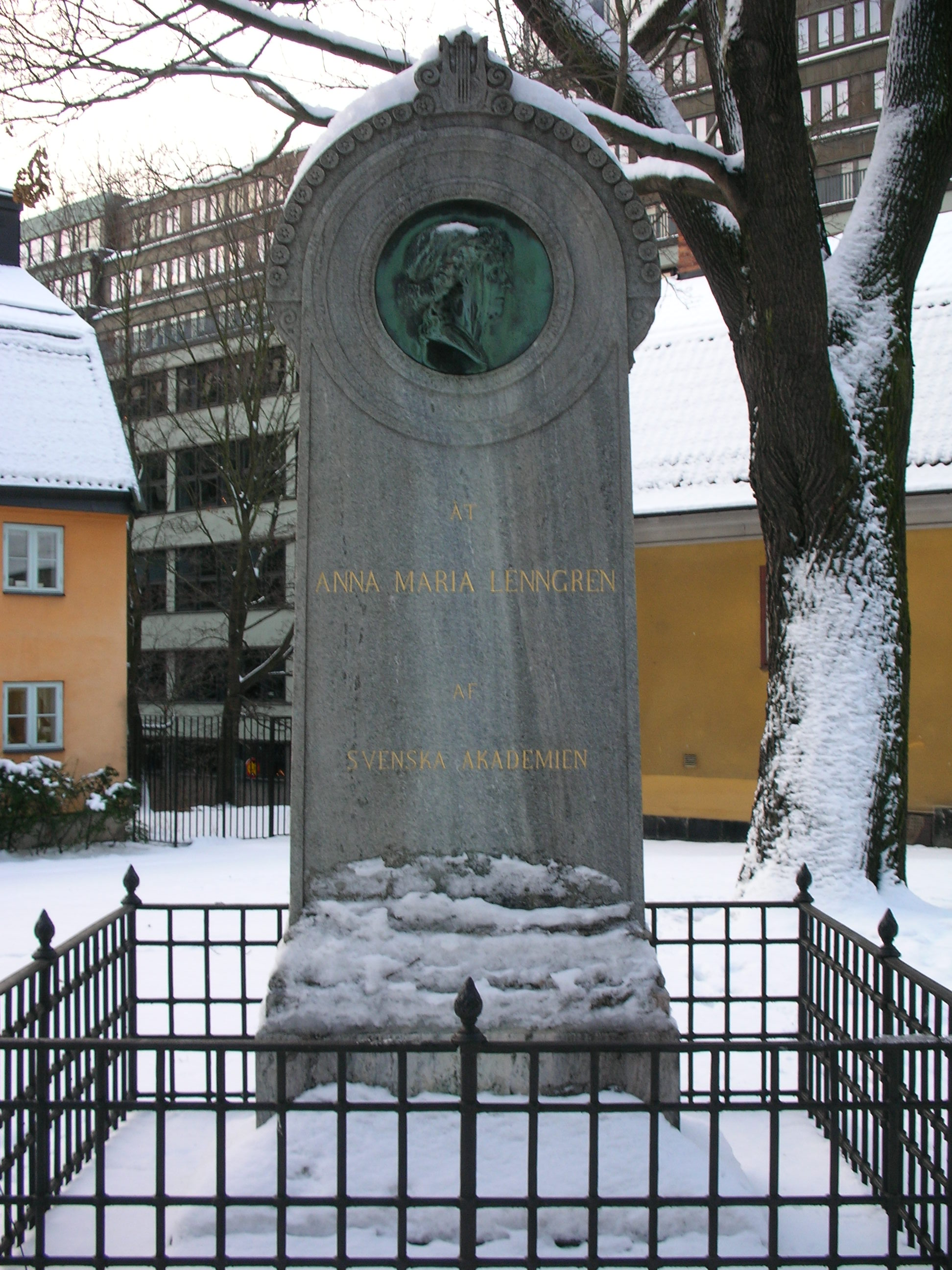
Lápida de Lenngren en Klara kyrka en Estocolmo

Anna Maria Lenngren es una de las poetas más famosas de la historia de Suecia. Su producción la ha convertido en una de las pocas poetas suecas del siglo XVIII que todavía se leen comúnmente y ha sido publicada varias veces después de su muerte durante los siglos XIX, XX y XXI. De acuerdo con sus instrucciones, su viudo publicó sus poemas completos después de su muerte con el nombre de Skaldeförsök ("Intentos de poesía"). Tras su publicación, la Real Academia Sueca hizo confeccionar una medalla conmemorativa con la inscripción: "Cuanto menos buscaba la fama, más la ganaba". Se ha publicado su correspondencia con su amigo personal Gustaf af Leopold de 1795 a 1798. 

## En ficción
Anna Maria Lenngren aparece retratada en la novela Pottungen ("Chica de orinal") de Anna Laestadius Larsson de 2014, donde ella, junto con Ulrika Pasch, Ulrika Widström, Jeanna von Lantingshausen, Marianne Ehrenström y Sophie von Fersen, se convierten en miembros de una Blue Stockings Society organizada por la Reina de Suecia y Noruega, Carlota de Holstein-Gottorp.